# Seychellaltica mahensis
Seychellaltica mahensis is een keversoort uit de familie bladkevers (Chrysomelidae). De wetenschappelijke naam van de soort werd in 1931 gepubliceerd door Maulik.